# شهرستان بایرامعلی
شهرستان بایرامعلی (به ترکمنی: Baýramaly etraby، بایرامعلیٛ اطرابیٛ) یک شهرستان در ترکمنستان است که در استان مرو واقع شده‌است.

## تقسیمات اداری
شهرستان بایرامعلی شامل سه شهرک و چهارده شورای روستایی می‌باشد.
- شهرها (şäherler / شأهرلر)
  - هیچ
  - شهر بایرامعلی (Baýramaly /  بایرامعلیٛ) با وجود این‌که مستقل از تابعیت این شهرستان است، مقر مرکز اداری این شهرستان می‌باشد.

- شهرک‌ها (şäherçeler / شأهرچه‌لر)
  - بختیارلیق (Bagtyýarlyk / باغتیٛارلیٛق)
  - برقرار (Berkarar / برقارار)
  - مکان (Mekan / مکان)

- شوراهای روستایی (oba geňeşlikleri / اوْبا گنگشلیکلری)
  - ارقانه (Erkana / ارقانا)
    - ارقانه (Erkana / ارقانا)
    - گوک‌سو (Göksuw / گؤک‌سوُو)

  - آزاد (Azat / آزات)
    - آزاد (Azat / آزات)
    - پخته‌سرای (Pagtasaraý / پاغتاسارای)
    - ترکمنستان (Türkmenistan / توٚرکمنیستان)
    - دوغری‌یاپ  (Dogryýap / دوْغریٛ‌یاپ)
    - هرازلی (Harazly / هارازلیٛ)

  - آقایوسف همدانی (Agaýusup adyndaky / آغایوُسوُپ آدیٛنداقیٛ)
    - دولت‌لی (دؤولت‌لی)
    - دهقان (Daýhan / دایحان)
    - شهرت (Şöhrat / شؤهرات)

  - بخت (Bagt / باغت)
    - بخت (Bagt / باغت)
    - تازه‌گویچ (Täzegüýç / تأزه‌گوٚیچ)
    - چوبلی‌تپه (Çöplidepe / چؤپلی‌دپه)
    - کنار (Kenar / کنار)

  - بهار (Bahar / باهار)
    - باغلی‌اوبه (Baglyoba / باغلیٛ‌اوْبا)
    - بهار (Bahar / باهار)

  - بیوک‌کوپری (Beýikköpri / بییک‌کؤپری)
    - ادونچی (Odunçy / اوْدوُنچیٛ)
    - بیوک‌کوپری (Beýikköpri / بییک‌کؤپری)
    - دپگین (Depgin / دپگین)
    - دویه‌چوکن (Düýeçöken / دوٚیه‌چؤکن)
    - کانال (Kanal / کانال)

  - خان‌قلعه (Hangala / حان‌قالا)
    - قره‌یورمه (Garaýörme / قارایؤرمه)

  - قاتاقار (Gatakar / قاتاقار)
    - آریق (Aryk / آریٛق)
    - ترکمن قشون (Türkmen Goşun / توٚرکمن قوْشوُن)
    - گورلده (Görelde / گؤرلده)
    - ملک (Mülk / موٚلک)

  - قادریاپ (Gadyrýap / قادیٛریاپ)
    - اریک‌لی (Erikli / اریک‌لی)
    - چپک‌یاپ (Çepekýap / چپک‌یاپ)
    - قادریاپ (Gadyrýap / قادیٛریاپ)
    - قالقینیش (Galkynyş / قالقیٛنیٛش)

  - قوشلی‌اوبه (Guşlyoba / قوُشلیٛ‌اوْبا)
    - چوبلی (Çöpli / چؤپلی)
    - ‌ قربان‌قلعه (Gurbangala / قوُربان‌قالا)
    - قوتلام‌قلعه (Gutlamgala / قوُتلام‌قالا)
    - قوشلی‌اوبه (Guşlyoba / قوُشلیٛ‌اوْبا)

  - مرو باستانی (Merw / مرو)
    - مرو باستانی (Merw / مرو)
    - گوورقلعه (Gäwürgala / گَووٚرقالا)

  - مرغاب (Murgap / موُرغاپ)
    - ‌الهام (Ylham / ایٛلهام)
    - توت‌لی (Tutly / توُت‌لیٛ)
    - مرغاب (Murgap / موُرغاپ)

  - هوس‌لی (Höwesli / هؤوسلی)
    - قرق‌تپه (Kyrkdepe / قیٛرق‌دپه)
    - هوس‌لی (Höwesli / هؤوسلی)

  - یالقیم (Ýalkym / یالقیٛم)
    - اوچغون (Uçgun / اوُچغوُن)
    - ‌ برکت (Bereket / برکت)
    - تازه‌اوبه (Täzeoba / تأزه‌اوْبا)
    - تغای‌لی (Tokaýly / توْقای‌لیٛ)
    - ‌ رفسنجانی (Rafsanjani / رافسانجانی)
    - ‌ شرکت (Şereket / شرکت)
    - یالقیم (Ýalkym / یالقیٛم)
    - ‌ ییلاق (Ýaýlak / یایلاق)

  - ییلغین‌لی (Ýylgynly / ییٛلغیٛن‌لیٛ)